# Arcata

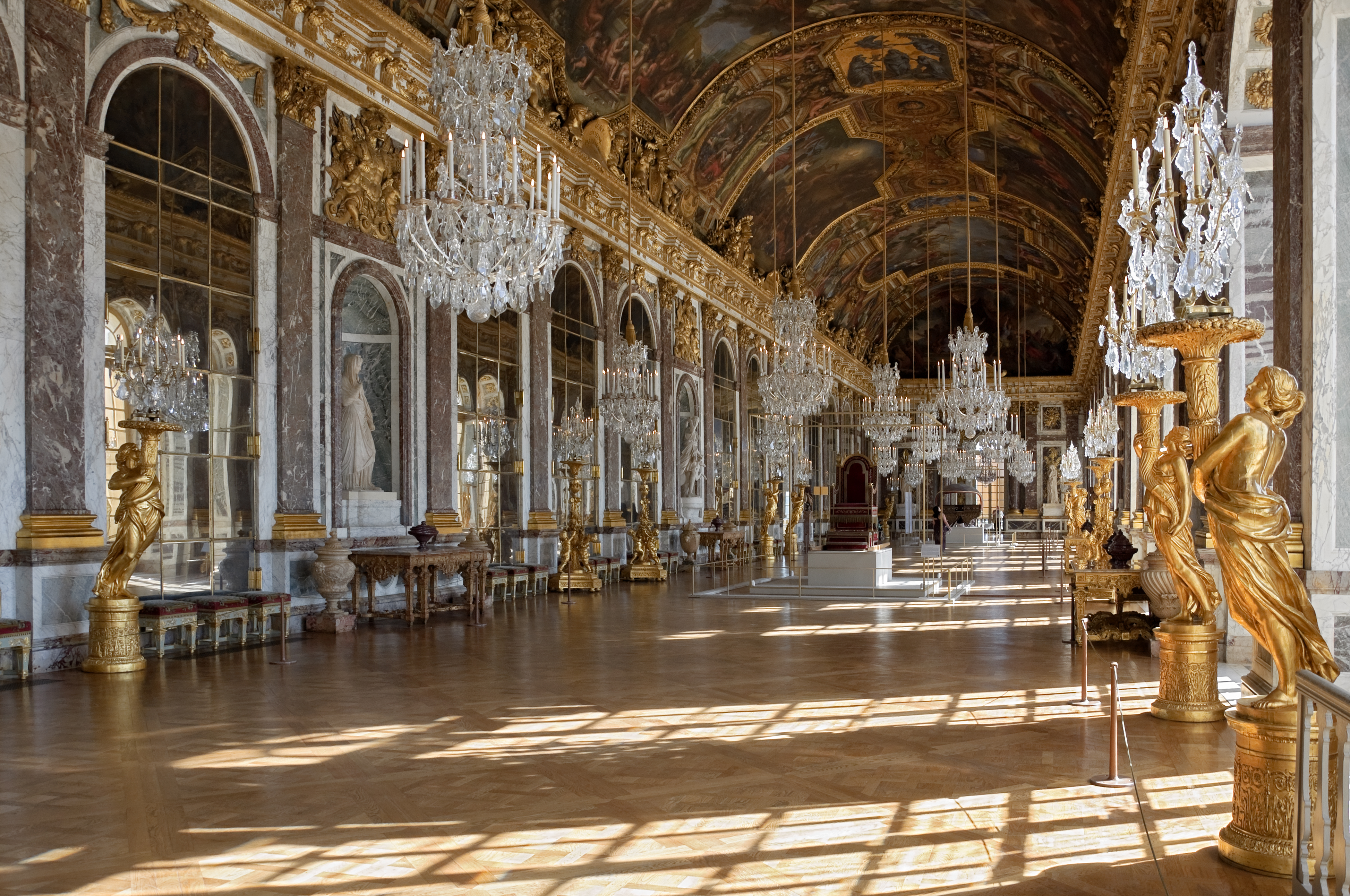
Vista della Galleria degli Specchi della Reggia di Versailles

Un'arcata o galleria è un elemento architettonico che consiste in una successione continua di archi (di forma arcale o meno), normalmente uguali tra loro, che creano un passaggio coperto sul soffitto, con uno o entrambi i lati delle pareti aperti, oppure completamente chiusi. A livello strutturale ogni arco della sequenza funge da contrafforte per gli adiacenti, poiché le componenti orizzontali delle forze di scarico di uno sono uguali e contrarie a quelle dei vicini.
Si possono avere anche "finte gallerie" contraddistinte da una successione di arcate cieche, ovvero di archi con funzione principalmente decorativa, poiché lo spazio sottostante viene chiuso con una parete.

## Architettura

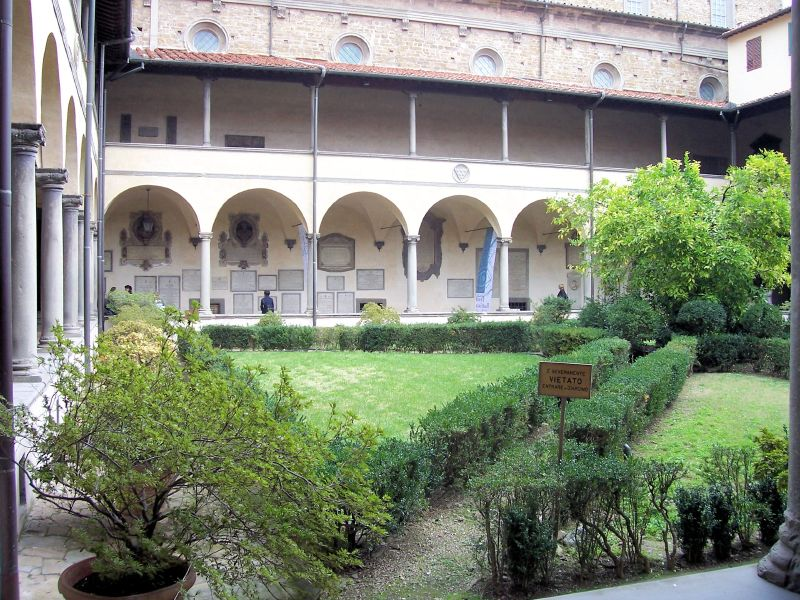
Chiostro e galleria della Basilica di San Lorenzo (Firenze)

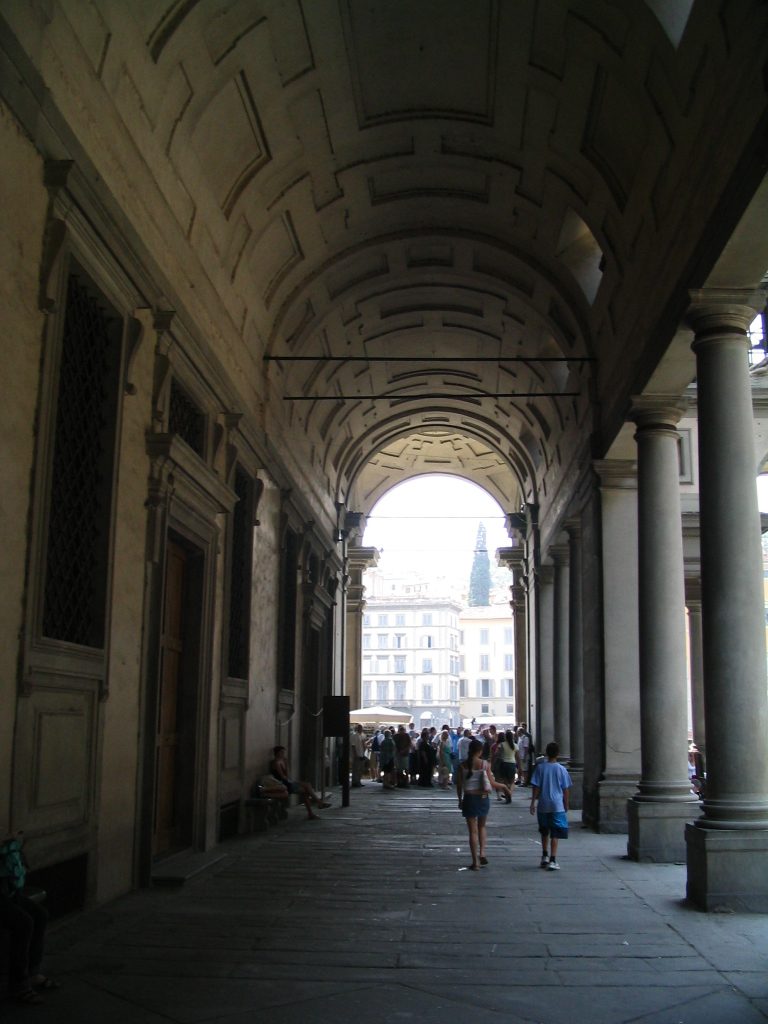
Le arcate coperte esterne alla Galleria degli Uffizi di Firenze

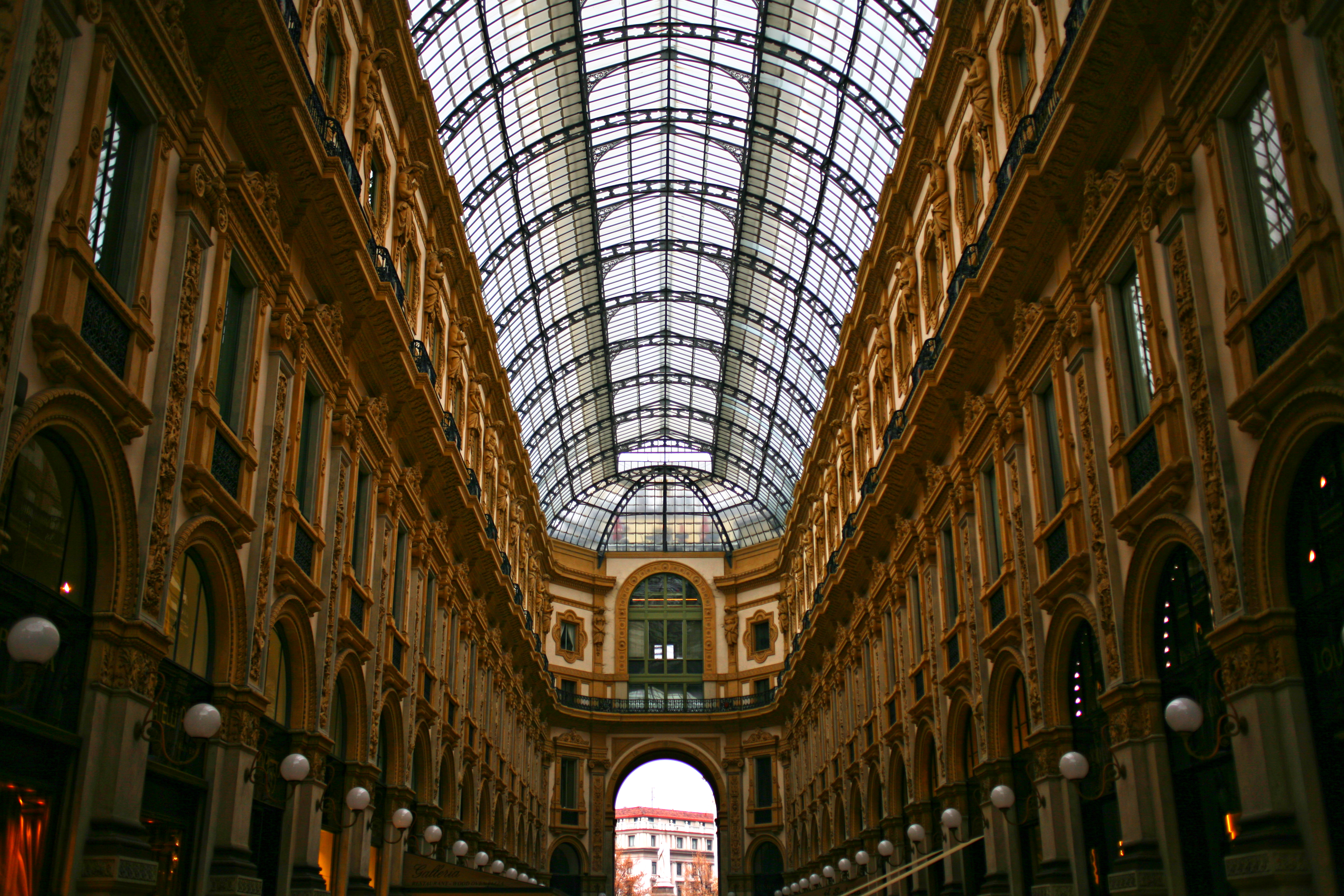
La Galleria Vittorio Emanuele II a Milano

A livello architettonico col termine "galleria" si indicano una serie di elementi:
- un luogo di passaggio e soggiorno di piacere all'interno di un edificio come nel caso della Galleria degli Specchi della Reggia di Versailles
- un luogo di passaggio o di passeggio, coperto, più lungo che largo[1], posto all'esterno di un edificio, solitamente in facciata, al basso, come nel caso della Galleria degli Uffizi a Firenze
- un luogo di soggiorno e di passaggio di un giardino interno realizzato spesso con intrecci di piante che può costituire anche un patio
- in un teatro indica una balconata coperta, posta più in alto rispetto alle poltrone di sala. Si distingue dalla tribuna superiore per la presenza di ambienti definiti e riservati
- un luogo di esposizione di opere d'arte di notevole altezza, più lungo che largo, come nel caso del Grand Palais di Parigi
- un luogo di commercio, un insieme di negozi posti sotto un passaggio coperto che può essere realizzato in muratura oppure con una carpenteria metallica vetrata; furono queste le prime forme di centri commerciali nell'epoca moderna
- un passaggio sotterraneo coperto, di origine militare, con l'intento di avvicinarsi il più possibile ad un forte (spesso realizzate dalle compagnie degli zappatori del genio militare)

Nell'architettura gotica l'arcata si trova nella navata centrale a supportare il triforio o il cleristorio di una cattedrale.
Nei chiostri e nelle corti si trovano arcate a delimitare gli spazi aperti.
Nei portici una arcata può essere la soluzione utilizzata a livello compositivo e costruttivo per risolvere la facciata esterna.

## Gallerie nella società
In Europa e Nord America le gallerie sono piene di vetrine e negozi, quasi a ricordare i bazar e i suq di Asia e Nord Africa e per il loro utilizzo prendono il nome di galleria commerciale. Uno dei primi esempi a tal proposito è rappresentato dal mercato coperto di Oxford, inaugurato nel 1774. Altri importanti esempi la Burlington Arcade di Londra, la galleria Vittorio Emanuele II di Milano, il GUM di Mosca, la galleria Umberto I di Napoli e la rue de Rivoli di Parigi.

## Costruzioni religiose
Arcate sono presenti nelle costruzioni religiose come nella Grande moschea di Cordova (Spagna) e nella Grande moschea di Qayrawan (Tunisia).

## Lelong galleriesinglesi

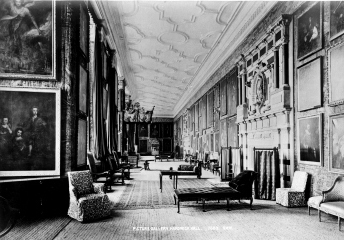
La long gallery di Hardwick Hall in una fotografia degli anni '90 dell'Ottocento

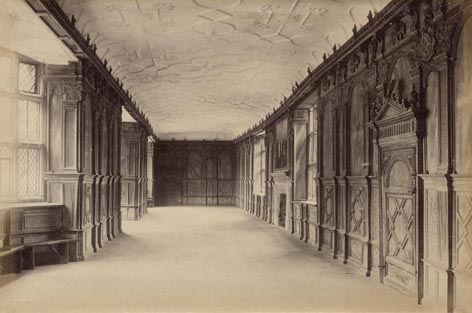
La long gallery di Haddon Hall negli anni '90 dell'Ottocento

In ambito anglosassone a partire dalla fine del XVI secolo iniziò a svilupparsi il concetto della long gallery, una stanza di notevoli dimensioni, lunga e stretta con un soffitto spesso molto alto. Rese popolari dallo Stile elisabettiano, continuarono poi ad essere utilizzate con successo durante il periodo giacobiano nelle ricche case d'abitazione dell'aristocrazia inglese, spesso nei locali superiori, a collegamento di tutte le stanze della casa. A differenza delle classiche gallerie europee, queste erano utilizzate prevalentemente per intrattenere gli ospiti e per camminare quando il tempo esterno era pessimo, oltre ad un modo per l'aristocrazia di mostrare la propria collezione artistica in un unico luogo.
Per quanto una tipica long gallery potesse apparire più simile ad un corridoio essa in realtà progettata per essere una vera e propria stanza e non come un luogo di mero passaggio da una stanza all'altra. Nel XVI secolo nell'architettura inglese non era ancora entrato in uso il corridoio propriamente detto ma semplicemente si accedeva alle varie stanze passando dall'una all'altra.
Il tema delle long galleries venne ripreso dall'architettura vittoriana dell'Ottocento come nel caso del Castello di Nottingham.
Alcuni esempi di long galleries si possono notare ancora oggi a:
- Althorp
- Apethorpe Hall
- Aston Hall[2]
- Blickling Hall
- Burghley House
- Broughton Castle
- Burton Agnes Hall
- Burton Constable Hall[3]
- Haddon Hall[4]
- Ham House
- Hardwick Hall, una delle più grandi del Regno Unito
- Hatfield House[5]
- Little Moreton Hall
- Longleat House (la long gallery è oggi chiamata Saloon.)
- Montacute House
- Osterley Park
- Scone Palace
- Syon House[6]
- Temple Newsam House